# بولس الرابع

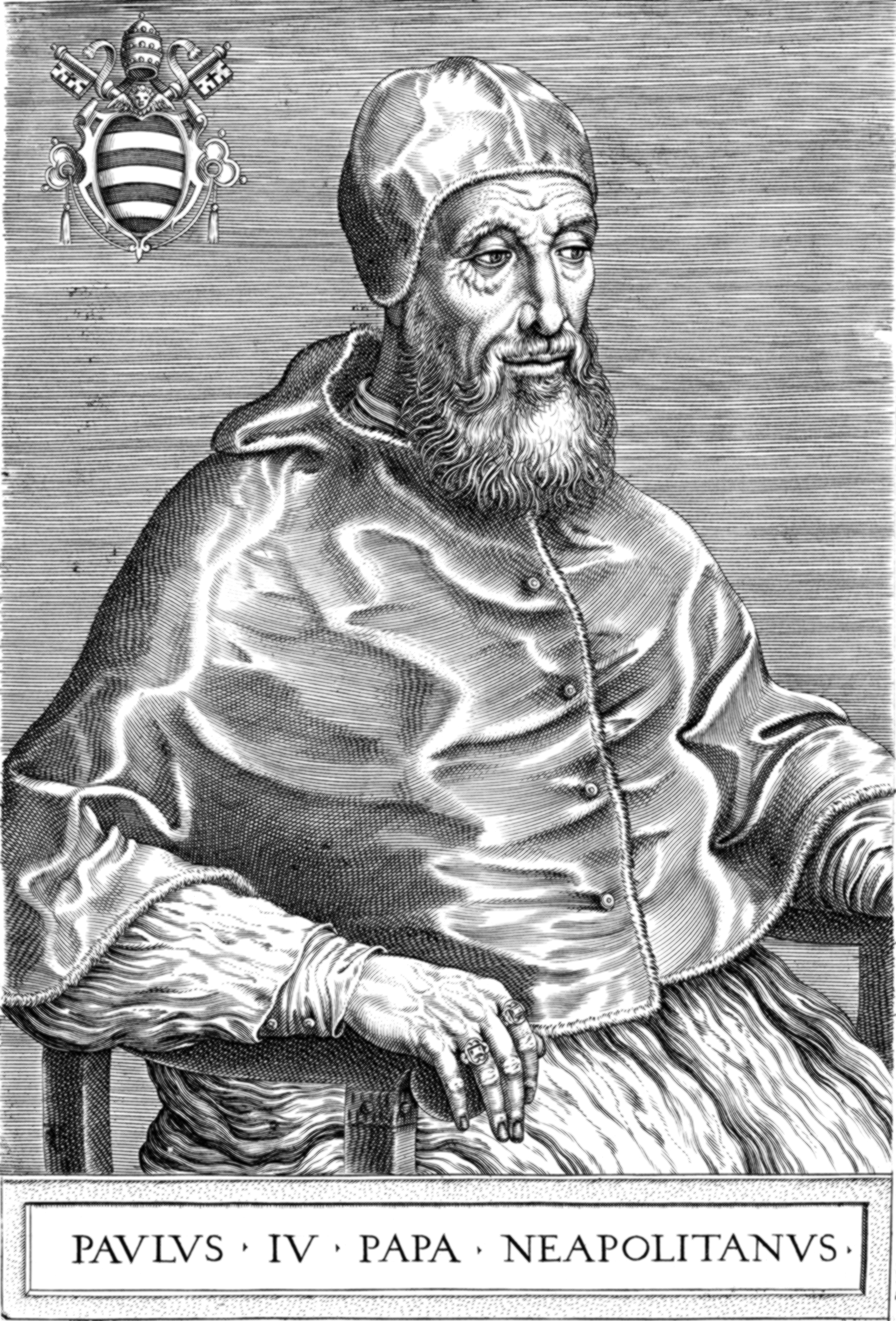
البابا بولس الرابع

البابا بولس الرابع (28 يونيو 1476 ـ 18 أغسطس 1559) ـ ولد باسم جيوفاني بييترو غارافا ـ هو بابا الكنيسة الكاثوليكية من 23 مايو 1555 وحتى وفاته.
اعتنق بولس الرابع الدوغما الكاثوليكية القائلة بأنه «لا خلاص خارج الكنيسة» (باللاتينية: Extra Ecclesiam nulla salus) وشهد عهده تنامي نفوذ محاكم التفتيش في روما، ولم تأخذه بأحد هوادة في سبيل إصلاح الكنيسة على النسق الذي يرغب فيه، حتى أنه سجن بعض الكاردينالات الذين كانوا مختلفين معه.

## وفاته
توفي البابا بولس الرابع في 18 أغسطس 1559، ودفن أولًا في كاتدرائية القديس بطرس ثم نقل رفاته فيما بعد إلى كاتدرائية سانتا ماريا سوبرا مينرفا في روما. ويوجد قبره في كنيسة شيدها قريبه الكاردينال أوليفييرو غارافا.
ولأن عصر بولس الرابع شهد صعود محاكم التفتيش في روما، فقد أكسبه ذلك ضغائن أهل روما الذين قام بعضهم ـ عقب وفاته ـ بقطع رأس تمثاله القائم في كامبيدوليو وكتب بعضهم عنه هذه الهجائية:
| بولس الرابع | غارافا، الذي يبغضه الشيطان والسماء مدفون هنا بجثته المتعفنة أخذ ايريبوس الروح. لقد كان يكره السلام على الأرض، وقد عادى إيماننا لقد دمر الكنيسة والشعب، وآذى البشر والسماء صديق غادر، يتضرع إلى الجيش الذي قتله أتريد أن تعرف المزيد؟ لقد كان بابا، وهذا يكفي. | بولس الرابع |